# Diane Fleri
Diane Fleri, née le 13 juillet 1983 à Quimper (Finistère), est une actrice de cinéma et de théâtre franco-Italienne. Remarquée dans le film Mon frère est fils unique, elle vit et travaille principalement en Italie.

## Biographie
Diane Fleri est née en Bretagne, fille de Marino Fleri, diplomate romain d'origine maltaise mais né en Estonie,,, et d'une mère française d'origine vietnamienne. Elle a deux frères et une sœur. En raison du travail de son père, nommé consul général d'Italie à Jérusalem en novembre 1983, elle s'y installe avec sa famille alors qu'elle n'a que quelques mois et y vit pendant huit ans, jusqu'au début de la guerre du Golfe. En 1991, son père est nommé ambassadeur d'Italie à Malte, île où elle vit jusqu'en 1993. À l'âge de neuf ans, elle s'installe définitivement avec sa famille à Rome,.
Bien que déjà passionnée et engagée dans la théâtre, sa carrière commence par hasard : encore adolescente, élève au liceo classico Ennio Quirino Visconti (it), elle accompagne un ami à une audition pour le film Comme toi... de Gabriele Muccino, et c'est elle qui est choisie par le réalisateur,,. Après ses débuts au cinéma, elle continue à partager son temps entre les études et le travail ; en effet, après le lycée, elle s'inscrit à l'université de Rome III, dans le cours de sciences politiques et de relations internationales, et, entre-temps, elle part vivre à Paris pendant un an, où elle étudie l'art dramatique et travaille au théâtre.
Au cours de cette période, elle participe à quelques téléfilms et tourne des courts métrages ; elle a déclaré qu'il aimait beaucoup ce format, car : « parfois, c'est le court métrage qui vous rappelle pourquoi vous aimez ce travail. Le métier d'acteur me permet de m'amuser davantage, très souvent, de travailler plus dur, c'est comme un atelier d'acteur. Je me laisse vraiment aller dans les courts métrages, peut-être plus que dans un travail plus sérieux ».
Elle s'est fait connaître en 2007 grâce au film Mon frère est fils unique, réalisé par Daniele Luchetti, avec Riccardo Scamarcio, Elio Germano et Alba Rohrwacher, où elle tient le rôle principal de Francesca,. Très remarqué, ce film sur l'Italie des années de plomb a été sélectionné pour le Festival de Cannes, dans la sélection officielle Un Certain Regard.
En 2008, elle joue le rôle de Melanie Desmoulins dans la série télévisée I liceali, aux côtés de Giorgio Tirabassi et Claudia Pandolfi. La même année, elle est à l'affiche des films Solo un padre (it), réalisé par Luca Lucini, avec Luca Argentero, Quell'estate (it), réalisé par Guendalina Zampagni, et Ton prochain, réalisé par Anne Riitta Ciccone. En 2009, elle figure dans le film Amore, réalisé par Luca Guadagnino, et, avec son amie Claudia Pandolfi, le court métrage L'autostop de Leonardo et Simone Godano. La même année, elle reprend le rôle de Mélanie Desmoulins dans la deuxième saison de I liceali.
Parmi ses autres travaux, elle apparaît dans le clip vidéo Let Me Be de Waines, réalisé par Corrado Fortuna et lauréat du prix du meilleur réalisateur au Premio Italiano Videoclip Indipendente, qui a été au centre d'une controverse parce qu'il portait sur la masturbation. Elle apparaît également dans la vidéo Prendimi du chanteur pop-rock Daniele Groff (it).

## Filmographie

### Actrice de cinéma
- 1999 : Comme toi... (Come te nessuno mai), de Gabriel Muccino : Arianna
- 2005 : Achille e la tartaruga, court-métrage de Valerio Attanasio : Fiamma
- 2007 : Mon frère est fils unique (Mio fratello è figlio unico), de Daniele Luchetti : Francesca
- 2008 : Ton prochain (Il prossimo tuo) d'Anne Riitta Ciccone : Caroline
- 2008 : Solo un padre (it), de Luca Lucini
- 2008 : Quell'estate (it), de Guendalina Zampagni
- 2008 : L'autostop, court-métrage de Leonardo et Simone Godano
- 2008 : François, court-métrage de Dario Gorini et Iacopo Zanon
- 2010 : Amore (Io sono l'amore) de Luca Guadagnino : Eva Ugolini
- 2010 : Febbre da fieno (it) de Laura Luchetti
- 2011 : L'amore fa male (it) de Mirca Viola (it)
- 2011 : Anche se è amore non si vede (it) de Ficarra e Picone
- 2012 : Posti in piedi in paradiso de Carlo Verdone : Claire
- 2012 : Nina (it) d'Elisa Fuksas (it)
- 2021 : L'amore non si sa de Marcello Di Noto
- 2022 : Questa notte parlami dell'Africa de Carolina Boco et Luca La Vopa
- 2022 : The Boat d'Alessio Liguori (it)
- 2023 : Romantiche de Pilar Fogliati
- 2023 : Io vivo altrove! (it) de Giuseppe Battiston
- 2023 : L'amor fuggente de Davide Lomma[8]